# 维拉尔福基亚尔多
维拉尔福基亚尔多（義大利語：Villar Focchiardo），是意大利都灵省的一个市镇。总面积25平方公里，人口2052人，人口密度82.1人/平方公里（2009年）。ISTAT代码为001305。